# Libro di Boril
Il libro di Boril o Boril Synodic (in lingua bulgara Борилов синодик) è un libro bulgaro medievale dell'inizio del XIII secolo.
Si tratta di una fonte molto importante sull'impero bulgaro.
Il libro è stato scritto in occasione del concilio indetto dallo zar  Boril contro il bogomilismo nel 1211.